# Wasagamack
Wasagamack är ett reservat i Kanada.   Det ligger i provinsen Manitoba, i den sydöstra delen av landet, 1 700 km nordväst om huvudstaden Ottawa.
I omgivningarna runt Wasagamack växer i huvudsak blandskog. Runt Wasagamack är det ganska glesbefolkat, med 34 invånare per kvadratkilometer.